# Cementerio Flaminio
El Cementerio Flaminio, también conocido como Cementerio de Prima Porta, es un cementerio comunal de Roma, situado en el área de Prima Porta, gestionado por AMA. Con 140 hectáreas de extensión es el cementerio más grande de Italia.

## Personajes enterrados en el Cementerio Flaminio

### A
- Mario Ageno (1915 - 1992), físico y académico italiano
- Gianni Agus (1917 - 1994), actor y presentador italiano
- Gilberto Agustoni (1922 - 2017), cardenal y arzobispo católico suizo. Trasladado posteriormente a la capilla de la casa general de Figlie di Santa Maria di Leuca en Roma
- Francesco Albanese (1912 - 2005), tenor y actor italiano
- Carlo Alighiero (1927 - 2021), actor, doblador italiano
- Ilaria Alpi (1961 - 1994), periodista y fotoreportera italiana
- Enrico Ameri (1926 - 2004), periodista y comentarista deportivo italiano
- Maurizio Ancidoni (1958 - 2019), actor italiano
- Piero Angela, incineración (1928 - 2022), personaje televisivo, escritor y divulgador científico
- Ennio Antonelli (1927 - 2004), actor italiano
- Mario Appignani (1954 - 1996), personaje televisivo, activista y escritor italiano
- Maurizio Arena (1933 - 1979), actor, director y escenógrafo italiano

### B
- Carlo Baccarini (1930 - 2006), doblador y director de doblaje italiano
- Vittorio Bachelet (1926 - 1980), juez y político italiano
- Elisabetta Barbato (1921 - 2014), soprano italiana
- Cesare Barbetti (1930 - 2006), actor y doblador italiano
- Enzo Barboni (1922 - 2002), director de fotografía italiano
- Maurizio Barendson (1923 - 1978), periodista y presenador televisivo italiano
- Mario Bava (1914 - 1980), director italiano
- Enrico Berlinguer (1922 - 1984), político italiano
- Giovanni Berlinguer (1924 - 2015), político y académico italiano
- Angelo Bernabucci (1944 - 2014), actor italiano
- Francesca Bertini (1892 - 1985), actriz italiana
- Isabella Biagini (1940 - 2018), actriz italiana
- Bombolo (Franco Lechner) (1931 - 1987), actor italiano
- Luciano Bonanni (1922 - 1991), actor italiano
- Fred Bongusto (1935 - 2019), cantautor, compositor y productor discográfico italiano
- Carla Boni (1925 - 2009), cantante italiana
- Ernesto Brancucci "Ermavilo" (1947 - 2021), letrista y doblador italiano
- Rossano Brazzi (1916 - 1994), actor italiano
- Gianni Brezza (1937 - 2011), bailarín y coreógrafo italiano
- Flavio Bucci (1947 - 2020), actor y doblador italiano

### C
- Carlo Campogalliani (1885 - 1974), actor y director italiano
- Franco Caracciolo (1944 - 1992), actor italiano
- Memmo Carotenuto (1908 - 1980), actor italiano
- Antonio Catricalà (1952 - 2021), abogado, magistrado, dirigente público y político italiano
- Enzo Cerusico (1937 - 1991), actor y cantante italiano
- Gino Cervi (1901 - 1974), actor y doblador italiano
- Tonino Cervi (1929 - 2002), director y productor cinematográfico italiano
- Giorgio Chinaglia (1947 - 2012), jugador italiano
- Eduardo Ciannelli (1888 - 1969), actor y barítono italiano
- Nando Cicero (1931 - 1995), director y actor italiano
- Roberto Ciotti (1953 - 2013), guitarrista italiano
- Dante Cleri (1910 - 1982), actor italiano
- Duilio Coletti (1906 - 1999), director italiano
- Luigi Comencini (1916 - 2007), director y escenógrafo italiano
- Corrado (1924 - 1999), presentador televisivo, autor televisivo y locutor italiano
- Franco Cristaldi (1924 - 1992), escenógrafo y  productor cinematográfico italiano
- Vincenzo Crocitti (1949 - 2010), actor italiano
- Riccardo Cucciolla (1924 - 1999), actor, doblador y director de doblaje

### D
- Damiano Damiani (1922 - 2013), director, ensayista, actor y escenógrafo italiano
- Giusi Raspani Dandolo (1916 - 2000), actriz italiana
- Carlo Dapporto (1911 - 1989), actor italiano
- Nino D'Agata (1955 - 2021), actor y doblador italiano
- Daniele D'Anza (1922 - 1984), director y escenófrafo italiano
- Gualtiero De Angelis (1899 - 1980), actor y doblador italiano
- Manlio De Angelis (1935 - 2017), doblador, director de doblaje, dialoguista y actor italiano
- Gino De Dominicis (1947 - 1998), artista italiano
- Ermelinda De Felice (1915 - 1981), actriz
- Marcello De Martino (1932 - 1983), director de orquesta, compositor y arreglista italiano
- Roberto Del Giudice (1940 - 2007), actor italiano, doblador y director de doblaje
- Donatella Della Nora (1935 - 1971), actriz italiana
- Maria De Unterrichter Jervolino (1902 - 1975), docente y política italiana de  Democrazia Cristiana
- Rossana Di Lorenzo (1938 - 2022), actriz italiana
- Isa Di Marzio (1929 - 1997), actriz, dobladora y cantante italiana
- Luciana Dolliver (1910 - 1982), cantante italiana
- Arturo Dominici (1916 - 1992), actor y doblador italiano

### F
- Elena Fabrizi (1915 - 1993), actriz, comediante y presentadora televisiva italiana
- Rossella Falk (1926 - 2013), actriz italiana
- Amintore Fanfani (1908 - 1999), político, economista, historiador y economista italiano
- Otello Fava (1915 - 1984), maquillador italiano
- Sarah Ferrati (1909 - 1982), actriz de teatro italiana
- Nico Fidenco (1933 - 2022), cantautor y compositor italiano
- Roberta Fiorentini (1948 - 2019), actriz
- Sergio Fiorentini (1934 - 2014), actor, doblador, director de doblaje italiano
- Giuseppe Forlivesi (1894 - 1971), entrenador de fútbol y jugador italiano

### G
- Carlo Gaddi (1936 - 1977), actor
- Quinto Gambi (1939 - 2017), doble y contrafigura en las películas de Tomas Milian
- Enzo Garinei (1926 - 2022), actor y doblador italiano
- Marco Garofalo (1956 - 2018), bailarín y coreógrafo
- Luigi Gatti (1909 - 1977), actor italiano
- Renzo Gattegna (1939 - 2020), abogado italiano
- Giuliano Gemma (1938 - 2013), actor italiano
- Giovanni Gigliozzi (1919 - 2007), escritor y periodista italiano
- Enio Girolami (1935 - 2013), actor italiano
- Luigi Giuliano (1930 - 1993), entrenador y futbolista italiano
- Aldo Giuffré (1924 - 2010), actor y doblador italiano
- Gianna Giuffrè (1916 - 1998), actriz y cantante italiana
- Ninì Gordini Cervi (1907 - 1988), actriz italiana
- Franco Graziosi (1929 - 2021), actor
- Ugo Gregoretti (1930 - 2019), director, actor, escenógrafo, dramaturgo y periodista italiano

### H
- George Hilton (1934 - 2019), actor uruguayo

### I
- Zoe Incrocci (1917 - 2003), actriz y dobladora
- Renato Izzo (1929 - 2009), actor y doblador italiano

### J
- Angelo Raffaele Jervolino (1890 - 1985), político italiano

### K
- Sylva Koscina (1933 - 1994), actriz yugoslava

### L
- Franco Lauro incinerado (1961 - 2020), periodista, presentador televisivo y telecronista sportivo italiano
- Salvo Libassi (1910 - 1984), actor
- Virna Lisi (1936 - 2014), actriz italiana
- Giorgio Lopez (1947 - 2021), actor, doblador, director de teatro
- Piero Lulli (1923 - 1991), actor
- Roldano Lupi (1909 - 1989), actor y doblador italiano

### M
- Tommaso Maestrelli (1922 - 1976), allenatore di calcio
- Pupella Maggio (1910 - 1999), attrice italiana
- Riccardo Mantoni (1918 - 1991), regista, doppiatore e autore italiano
- Giovanni Manurita (1895 - 1984), tenore e attore italiano
- Giuseppe Marrazzo (1928 - 1985), periodista italiano
- Marcello Martana (1923 - 1994), actor italiano
- Guido Martina (1906 - 1991), dibujante
- Myroslav Marusyn (1924 - 2009), arzobispo cattólico ucraniano
- Giorgiana Masi (1958 - 1977), estudiante romana asesinada durante una manifestación en Roma
- Gilberto Mazzi (1909 - 1978), cantante y actor italiano
- Pietro Mennea (1952 - 2013), velocista, político y ensayista italiano
- Diego Michelotti (1926 - 1986), actor y doblador
- Alberto Mieli (1925 - 2018), superviviente al Holocausto italiano
- Achille Millo (1922 - 2006), actor italiano
- Tony Mimms (1949 - 2005), músico, productor discográfico t director de orquesta escocés
- Fedora Mingarelli (1912 - 1992), cantante italiana
- Isa Miranda (1905 - 1982), actriz italiana
- Pipolo (1933 - 2006), escenógrafo y director
- Domenico Modugno (1928 - 1994), cantautor italiano
- Paolo Morelli (1947 - 2013), músico y cantautor italiano
- Renato Mori (1935 - 2014), actor y doblador italiano
- Benjamin Murmelstein (1905 - 1989), rabino austriaco

### N
- Ferdinando Natoni (1902 - 2000), militar italiano
- Joaquín Navarro-Valls (1936 - 2017), periodista español y Portavoz de la Santa Sede
- Umberto Nobile (1885 - 1978), general, explorador, ingeniero y académico italiano
- Silvio Noto (1925 - 2000), actor, doblador y personaje televisivo italiano

### O
- Nicoletta Orsomando (1929 - 2021), publicista televisiva italiana

### P
- Emanuele Pacifici (1931 - 2014), historiador italiano
- Marina Pagano (1939 - 1990), cantante y actriz italiana
- Andreina Pagnani (1906 - 1981), actriz y dobladora
- Silvana Pampanini (1925 - 2016), actriz y personaje televisivo italiana
- Paolo Panelli (1925 - 1997), actor, cómico y conduttore televisivo italiano
- Giulio Panicali (1899 - 1987), attore, doppiatore e director de doblaje italiano
- Pietro Pastore (1908 - 1968), futbolista, entrenador y actor de cine italiano
- Giuseppe Patroni Griffi (1921 - 2005), director, drammaturgo, escenógrafo, escritor y director artístico italiano
- Sandro Penna (1906 - 1977), poeta italiano
- Lello Perugia (1919 - 2010), partisano italiano
- Enzo Petito (1897 - 1967), actor italiano
- Elio Petri (1929 - 1982), director y escenógrafo italiano
- Mario Pirani (1925 - 2015), periodista y escritor italiano
- Enzo Pulcrano (1943 - 1992), actor y púgil italiano
- Héctor Puricelli (1916 - 2001), futbolista y entrenador de fútbol

### Q
- Angiolina Quinterno (1932 - 2006), actriz, dobladora y locutora radiofónica italiana

### R
- Alberto Rabagliati (1906 - 1974), cantante, actor y locutor italiano
- Donatella Raffai (1943 - 2022), periodista y presentadora televisiva
- Sergio Raimondi (1923 - 2003), actor de cine y fotonovelas
- Renato Rascel (1912 - 1991), actor, cómico, cantautor, bailarín, presentador y periodista italiano
- Pino Rauti (1926 - 2012), político y periodista italiano
- Nora Ricci (1924 - 1976), actriz italiana
- Gennaro Righelli (1886 - 1949), director, escenografo y actor italiano
- Luciano Rossi (1934 - 2005), actor italiano
- Nini Rosso (1926 - 1994), trompetista y cantante italiano
- Stefano Rosso (1948 - 2008), cantautor t guitarrista
- Stefania Rotolo (1951 - 1981), cantante, presentadora televisiva y bailarina italiana
- Nunzio Rotondo (1924 - 2009), trompetista y compositor italiano

### S
- Gigi Sabani (1952 - 2007), presentador televisivo e imitador italiano
- Elena Sangro (1897 - 1969), actriz y directora italiana
- Irina Sanpiter (1957 - 2018), actriz soviética
- Gaetano "Totò" Savio (1937 - 2004), compositor, arreglista, letrista, cantante, músico y productor italiano
- Franca Scagnetti (1924 - 1999), actriz italiana
- Furio Scarpelli (1919 - 2010), escenógrafo, periodista, diseñador, escritor y pintor italiano
- Alberto Sed (1928 - 2019), superviviente del Holocausto
- Massimo Serato (1916 - 1989), actor italiano
- Gustavo Serena (1882 - 1970), actor y director italiano
- Leonardo Severini (1921 - 1976), actor y doblador italiano
- Emilio Federico Schuberth (1904 - 1972), estilista italiano
- Romolo Siena (1923 - 2004), director y periodista italiano
- Lilia Silvi (1921 - 2013), actriz italiana
- Lydia Simoneschi (1908 - 1981), actriz y dobladora italiana
- Alberto Sorrentino (1916 - 1994), actor italiano
- Settimia Spizzichino (1921 - 2000), superviviente del Holocausto
- Luca Sportelli (1927 - 1999), actor italiano
- Solvi Stübing (1941 - 2017), actriz alemana naturalizada italiana

### T
- Jenny Tamburi (1952 - 2006), actriz y showgirl italiana
- Aroldo Tieri (1917 - 2006), actor italiano
- Vieri Tosatti (1920 - 1999), compositor italiano
- Silvano Tranquilli (1925 - 1997), actor y doblador italiano
- Gualtiero Tumiati (1876 - 1971), actor y director teatral italiano
- Massimo Turci (1930 - 2023), doblador y director de doblaje italiano

### U
- Luigi Uzzo (1943 - 1990), actor italiano

### V
- Tonino Valerii (1934 - 2016), director y escenógrafo italiano
- Bice Valori (1927 - 1980), actriz italiana
- Stefano Vanzina (Steno) (1917 - 1988), director y escenógrafo italiano
- Carlo Vanzina (1951 - 2018), director y escenógrafo italiano
- Nino Vingelli (1912 - 2003), actor italiano
- Fernando Viola (1951 - 2001), futbolista italiano
- Franco Volpi (1921 - 1997), actor italiano

### W
- Michał Waszyński (1904 - 1965), director y escenógrafo polaco
- Giuseppe Wilson (1945 - 2022), futbolista italiano

### Z
- Renato Ziaco (1927 - 1985), médico, deportivo y escritor italiano
- Nietta Zocchi (1909 - 1981), actriz italiana